# Marques Colston
Marques Colston  (* 5. Juni 1983 in Harrisburg, Pennsylvania) ist ein ehemaliger US-amerikanischer American-Football-Spieler auf der Position des Wide Receivers. Er spielte seine ganze Karriere hindurch für die New Orleans Saints in der National Football League (NFL), mit denen er Super Bowl XLIV gewann.

## College
Colston bekam nach der Highschool ein Stipendium für die University of Missouri. Er entschied sich aber für ein schlechteres Stipendium der Hofstra University. In seinen vier Jahren fing er 182 Pässe für 2.834 Yards, was bis heute ungebrochene Rekorde der Hofstra University, die 2009 das Football Programm einstellte, sind.

## NFL
Marques Colston wurde im NFL Draft 2006 in der 7. Runde als 252. Spieler von den New Orleans Saints ausgewählt. Wegen seiner Größe wurde er als Tight End angesehen und viele dachten, dass er gar nicht gedraftet werden würde.
Wegen des Verkaufes von Donte Stallworth durfte er im ersten Spiel von Beginn an spielen und zeigte eine sehr gute Leistung. Er hält den NFL-Rekord für die meisten Catches eines Spielers in den ersten zwei Spielzeiten mit 168. In der Saison 2008 konnte er auf Grund einer Verletzung nur sechs von 16 möglichen Spielen von Anfang an spielen.
Am 29. Februar 2016 entließen ihn die Saints nach zehn Spielzeiten im Verein, in denen er unter anderem Franchise-Rekorde für Passfänge, gefangene Yards und gefangene Touchdowns aufgestellt hatte.